# Kecamatan Paberiwai
Kecamatan Paberiwai är ett distrikt i Indonesien.   Det ligger i provinsen Nusa Tenggara Timur, i den södra delen av landet, 1 500 km öster om huvudstaden Jakarta. Kecamatan Paberiwai ligger på ön Pulau Sumba.